# Sankt Marienkirchen an der Polsenz
Sankt Marienkirchen an der Polsenz es una localidad del distrito de Eferding, en el estado de Alta Austria, Austria, con una población estimada a principio del año 2018 de 2337 habitantes. 
Se encuentra ubicada en la zona centro-norte del estado, a poca distancia de Linz —la capital del estado— y del río Danubio.